# Laura Feldmann
Laura Feldmann (* 15. September 1990 in Neheim) ist eine deutsche Volleyballspielerin.

## Karriere
Laura Feldmann begann ihre Volleyball-Karriere beim sauerländischen RC Sorpesee. In der U18 und U19 erreichte sie als Beachvolleyballerin vordere Platzierungen bei westdeutschen Meisterschaften. Ende 2004 wurde die Diagonalangreiferin in die Jugendnationalmannschaft berufen.  2009 wechselte sie aus der Regionalliga zum Bundesligisten Alemannia Aachen, wo sie bis 2012 spielte. Nach einer Saison beim schwedischen Erstligisten Sollentuna VK spielte Laura Feldmann von 2013 bis 2015 beim deutschen Zweitligisten DSHS SnowTrex Köln. Nach einer Saison bei ihrem Heimatverein RC Sorpesee kehrte Feldmann 2016 zurück zu SnowTrex Köln. Hier gewann sie zweimal die Meisterschaft der 2. Bundesliga Nord. 2020 beendete Feldmann ihre Zweitligakarriere in Köln und spielt seitdem in der Oberliga bei der dritten Mannschaft von PTSV Aachen.